# Udalrico Fantelli
Udalrico Fantelli (Dimaro, 14 marzo 1706 – Dimaro, 27 febbraio 1784) è stato un presbitero, allevatore di api italiano.
Riconosciuto oggi come uno dei padri mancati dell’apicoltura moderna.

## Biografia
Nato in una famiglia molto religiosa, primo di cinque figli di Maria Antonia Tadei e di Giuseppe Domenico, venne indirizzato fin da giovanissimo alla vita ecclesiastica.
Le prime notizie che lo riguardano si trovano nelle annotazioni dei registri dei battezzati della curazia di Dimaro e Carciato risalenti al 1729. Queste lo indicano come giovane prete di 23 anni che amministra un battesimo presso la chiesa di San Lorenzo. Successivamente, per tre anni fece il promissario in Val di Rabbi. Dal 1749 al 1766 per quasi diciotto anni fu curato dell’intera valle di Rumo. 
La data d’inizio del suo incarico è certa, essendo stata annotata di suo pugno nel registro dei battezzati. 
Del suo lungo ministero in Val di Rumo restano molte tracce nei registri parrocchiali, dai quali si evidenzia il suo spirito di osservazione e l’interesse sia per le vicende dei parrocchiani, sia per gli eventi meteorologici e naturali che osservava. Intorno al 1770, a causa del trasferimento del curato di Dimaro, Udalrico tornò nel suo paese natale, dove assunse la carica di curato della Cura d’anime di Dimaro e Carciato. 
Nel 1773, all’età di 66 anni, lasciò Dimaro chiamato a Trento per assumere l’incarico di economo, ovvero direttore Camerale del castello del Buonconsiglio, prima durante il regno del principe vescovo Cristoforo Sizzo de Noris  (1763-1776), poi confermato anche dal successore il principe vescovo Pietro Vigilio Thun. 
Durante la sua permanenza Fantelli ebbe accesso alla biblioteca del castello, dalla quale poté attingere a vari testi. Questi gli permisero di ampliare le sue conoscenze e di migliorare il suo lessico. 
Consentendogli di scrivere un trattato caratterizzato da un lessico alto ed arricchito da testi poetici. Nel 1778, resasi nuovamente vacante la sede di Dimaro e Carciato, ci ritornò, rispondendo positivamente alle sollecitazioni dei suoi compaesani che gli chiesero di far ritorno alla curazia di San Lorenzo 
Qui rimase per gli ultimi anni della sua vita, svolgendo il ruolo di parroco e dedicandosi alle sue passioni. Lasciò Dimaro solo un'ultima volta, nel maggio-giugno del 1782, per recarsi a Trento in occasione del passaggio del  sommo pontefice Pio VI, che stava tornando a Roma da Vienna dopo aver incontrato l’Imperatore Giuseppe II. 
Morì il 27 febbraio 1784 all’età di 78 anni, 
mentre assisteva “eroicamente” 
i malati di peste, durante la grande pestilenza che aveva nuovamente colpito la valle dopo i devastanti episodi del 1750, anno nel quale erano morti due curati di Dimaro in pochi mesi.
(Udalrico Fantelli, Ai piedi del Sasso Rosso, p.232)

## Il Trattato sulle api
Udalrico Fantelli è ricordato come esperto apicoltore e autore di un trattato sulle api e sull’apicoltura che ha scritto nel corso della sua vita, rimasto inedito. 
Il testo è frutto sia di osservazioni dirette sulla biologia delle api e sulla tecnica costruttiva delle arnie, sia delle letture di importanti studiosi e apicoltori del suo tempo, dai quali riporta solamente le tesi da lui ritenute corrette. In particolare analizzò le teorie di Thomas Wildmann, Adam Gottlob Schirach, Anton Janša. Questi autori, tedeschi i primi due e sloveno il terzo, sono stati apicoltori innovatori che fecero scoperte che posero le fondamenta dell’apicoltura moderna.
Adam Schirach scoprì che le  api regine depongono solo due tipi di uova e mise a punto la tecnica degli sciami artificiali, mentre Anton Jǎnsa descrisse la fecondazione in volo delle api regine. Alle informazioni acquisite dai testi degli studiosi citati, Fantelli ne aggiunse altre frutto delle sue osservazioni, come quelle relative al canto delle api regine, alle arnie e la descrizione delle api della sua zona, la Val di Sole, appartenenti alla sottospecie Apis mellifera ligustica.

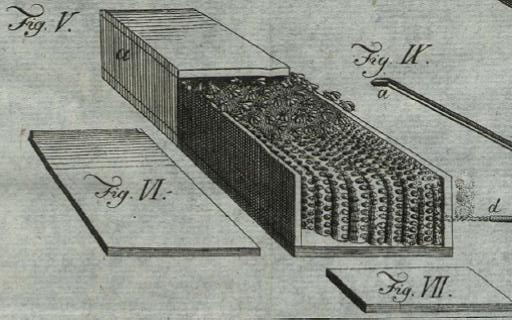
L'invenzione di Anton Janša, il "Krainer Bauernstock"

Infatti riuscì a sviluppare due modelli più funzionali di  arnie, che differiscono tra loro per dimensioni e materiali. Per una di esse si basò anche sulle conoscenze di Jǎnsa arrivando a creare un’arnia in legno denominata Kranjic (lunghezza 70cm, larghezza 17,5 e altezza 17,5cm). La seconda era in paglia ed era organizzata a moduli sovrapponibili, identica a quella ideata da Thomas Widmann.
Il trattato comprendeva inizialmente 31 capitoli; successivamente Fantelli aggiunse un capitolo conclusivo contenente alcune correzioni.
I primi sei capitoli sono dedicati alla biologia delle api, i tre capitoli che seguono parlano dettagliatamente della casa d’api, che chiama baito o casotto, e delle arnie che lui trovava più adatte e di facile uso.
(Paolo Fontana, Atti dell’Accademia roveretana degli Agiati, p. 175)

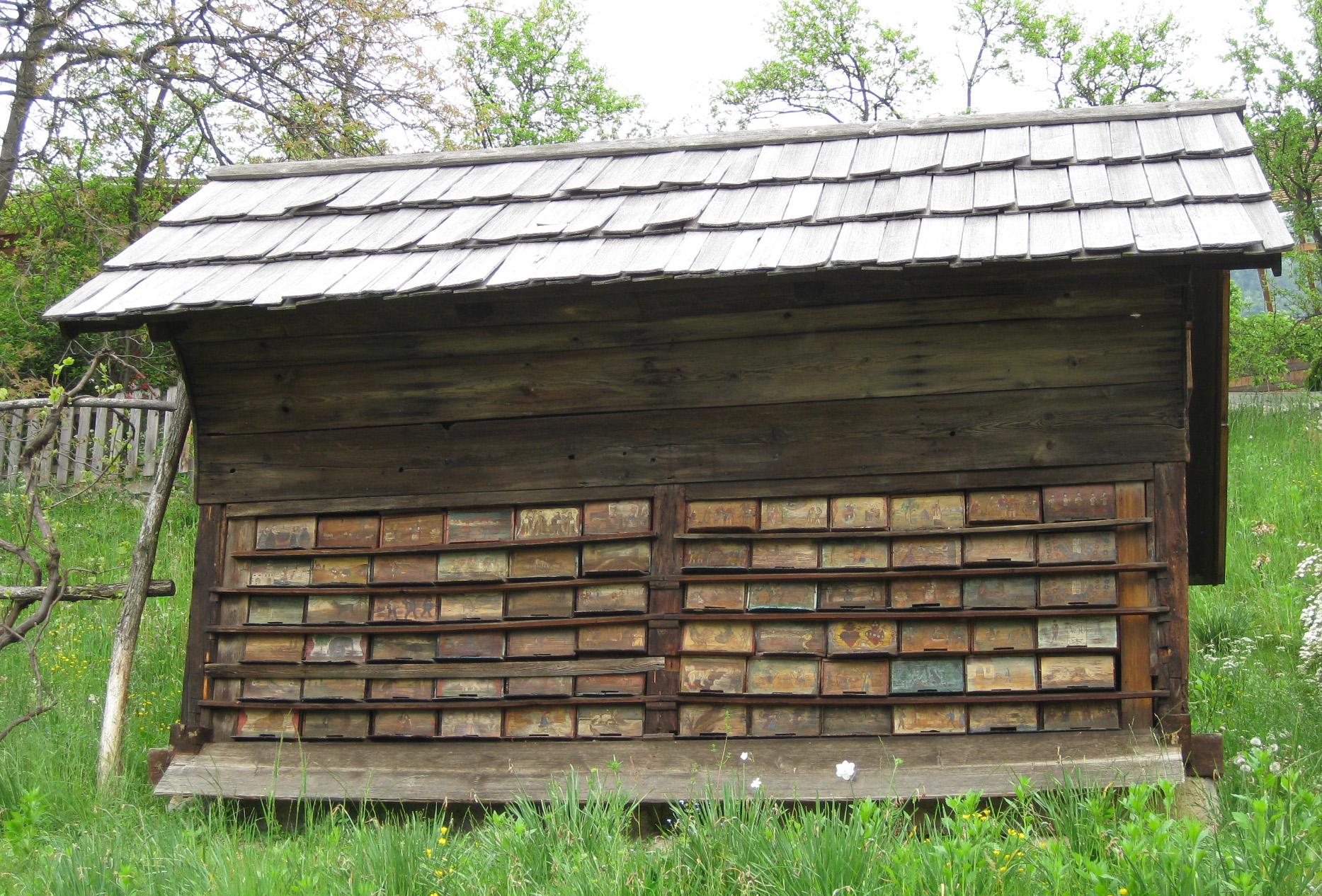
L'arnia di Anton Janša (Breznica, Slovenia)

I tre capitoli successivi illustrano gli aspetti dell’apicoltura razionale, riguardanti le innovative tecniche di smielatura, che consentivano all’apicoltore di ottenere il prodotto senza ricorrere alla soppressione delle api come era in uso al tempo.
(Paolo Fontana, Atti dell’Accademia roveretana degli Agiati, p. 171)
Dal 13º al 19º capitolo sono trattati vari aspetti della  sciamatura naturale che comprende anche il fenomeno del canto delle api regine. Il 20º e il 21º capitolo parlano delle problematiche relative ai nemici e alle malattie delle api e nel 22º capitolo sono presentate le sue osservazioni riguardanti la biologia dell’ape regina e in particolar modo la fecondazione e la modalità con la quale si può introdurre una regina in una colonia orfana.
(Paolo Fontana, Atti dell’Accademia roveretana degli Agiati, p. 194)
I successivi tre capitoli riportano informazioni sull’alimentazione delle api e sulla loro gestione nei vari periodi dell’anno; il 26º capitolo approfondisce l’aspetto del nomadismo, mentre gli ultimi si rivolgono ad aspetti generali tralasciati nei precedenti.
Da notare che molti degli argomenti esposti mantengono la loro attualità e in particolare quello relativo alla struttura delle arnie è tuttora utilizzato. Per questo Fantelli viene considerato uno dei padri mancati dell’apicoltura moderna.
Nonostante avesse finito il manoscritto, Udalrico non riuscì a pubblicarlo per motivi non definiti. Esso venne conservato nell’archivio parrocchiale e venne ritrovato solamente nella prima metà del ventesimo secolo da Don Nicolò Gilli.  Bisognò però aspettare il 2021 per averne la pubblicazione, ad opera di Paolo Fontana.